# Argentinomyia agonis
Argentinomyia agonis är en tvåvingeart som först beskrevs av Walker 1849.  Argentinomyia agonis ingår i släktet Argentinomyia och familjen blomflugor.
Artens utbredningsområde är Galápagosöarna. Inga underarter finns listade i Catalogue of Life.